# ダン・レアリー＝ラスダウン
ダン・レアリー＝ラスダウン（愛: Dún Laoghaire–Ráth an Dúin、英: Dún Laoghaire–Rathdown）は、アイルランドのレンスター地方のダブリン県に位置する地方行政区画のひとつ。

## 概要
ダン・レアリー＝ラスダウン市は、ダブリン県を構成する4つの市のひとつであり、中心街はダン・レアリーである。かつてのダン・レアリー自治区とラスダウン男爵領にちなんで名付けられた。 人口は2016年の国勢調査の時点で218,018人だった。

## 地理および政治的区分
ダン・レアリー＝ラスダウンは、東にアイリッシュ海、北にダブリン市議会の地方自治区、西に南ダブリン市、南はウィックロー県に接している。高等教育機関は主にユニバーシティ・カレッジ・ダブリン（アイルランド国立大学ダブリン校、UCD）とダン・レアリー芸術技術学院（IADT）がある。
1994年にダブリン県議会が廃止され、ダブリン市とともに分割された4つの市のひとつである。これによりダブリン県はダブリン地域（Dublin Region）とも呼ばれるようになった。ダブリン県は、伝統的な32県のひとつとして現在も住所などで使われている。2015年以降、ダン・レアリー＝ラスダウン市は東部および中部地方自治体内にある。

### 町・村・郊外一覧
以下はダン・レアリー＝ラスダウン市における街・村・郊外の一覧である。
| 地名               | アイルランド語        | 英語          |
| ------------------ | --------------------- | ------------- |
| キャビンティーリー | Cábán tSíle           | Cabinteely    |
| キャリックマインズ | Carraig Mhaighin      | Carrickmines  |
| キライニー         | Cill Iníon Léinín     | Killiney      |
| キルターナン       | Cill Tiarnáin         | Kilternan     |
| キルマクッド       | Cill Mhic Oda         | Kilmacud      |
| グラスツール       | Glas Tuathail         | Glasthule     |
| グレナギャリー     | Gleann na gCaorach    | Glenageary    |
| グレンカレン       | Gleann Cuilinn        | Glencullen    |
| クロンスキー       | Cluain Sceach         | Clonskeagh    |
| ゴーツタウン       | Baile na nGabhar      | Goatstown     |
| サリノギン         | An Naigín             | Sallynoggin   |
| サンディコーヴ     | Cuas an Ghainimh      | Sandycove     |
| サンディフォード   | Áth an Ghainimh       | Sandyford     |
| シャンキル         | Seanchill             | Shankill      |
| ジョンズタウン     | Baile Eoin            | Jobstown      |
| スティローガン     | Stigh Lorgan          | Stillorgan    |
| ステッパサイド     | An Chéim              | Stepaside     |
| ダン・レアリー     | Dún Laoghaire         | Dún Laoghaire |
| ダンドラム         | Dún Droma             | Dundrum       |
| チェリーウッド     | Coill na Silíní       | Cherrywood    |
| チャーチタウン     | Baile an Teampaill    | Churchtown    |
| ディーンズグレンジ | Gráinseach an Déin    | Deansgrange   |
| ティックノック     | Tigh an Chnoic        | Ticknock      |
| ドーキー           | Deilginis             | Dalkey        |
| バリーオーガン     | Baile Uí Ógáin        | Ballyogan     |
| バリンティア       | Baile an tSaoir       | Ballinteer    |
| ブータズタウン     | Baile an Bhóthair     | Booterstown   |
| フォックスロック   | Carraig an tSionnaigh | Foxrock       |
| ブラックロック     | An Charraig Dhubh     | Blackrock     |
| ベルフィールド     | Belfield              | Belfield      |
| マウント・メリオン | Cnoc Mhuirfean        | Mount Merrion |
| モンクスタウン     | Baile na Manach       | Monkstown     |
| ラスファーナム     | Ráth Fearnáin         | Rathfarnham   |
| ラクランズタウン   | Baile Uí Lachnáin     | Loughlinstown |
| レパーズタウン     | Baile na Lobhar       | Leopardstown  |

## 名称
ダン・レアリー（Dún Laoghaire）の海岸沿いの町は、1930年に県の自治区（County Borough）とほぼ同等の権限を持つ、より大きなダン・レアリー自治区（Borough of Dún Laoghaire）という名称が与えられた。ラスダウンは、ダブリン県の南東端に位置する男爵領で、ラスダウン城にちなんで名付けられた。1606年にダブリン県の南にウィックロー県ができ、現在は廃墟となっているラスダウン城を含め、ラスダウンの半分がウィックロー県に移された。1840年代から、ラスダウンの救貧法組合（PLU）はウィックロー男爵領のすべてとダブリン男爵領の大部分を担当し、アッパークロスの一部を担当した。PLUのダブリン区域とウィックロー区域から、1898年の地方自治法（アイルランド）法により、それぞれ1930年と1925年に廃止されたラスダウン1号とラスダウン2号という農村地区が設立された。ラスダウンPLUは、ラスダウン公共支援地区として1960年まで存続した。
ダン・レアリーおよびラスダウンは、1947年の選挙法（修正）によって、かつてのラスダウン1号の農村地区と隣接しているドイル・エアラン（国民議会下院）の選挙区だった。「ダン・レアリー＝ラスダウン」という名称は、1985年に地方政府（再編）法によって作成された「選挙区」に付けられた。1991年の地方自治法に基づき、ダブリン県議会内に選挙区の「地域委員会」が設置され、「ダン・レアリー＝ラスダウン」を保持することを決定する前に、代替的な名称の可能性について議論された。1993年の地方自治体（ダブリン）法により、1898年の法律によって作成されたものと同じ基準で「行政上の県/市」となった。 1993年の法律では、アイルランド語で「Dún Laoghaire-Ráth an Dúin」と名付けられ、英語では、「Dun Laoghaire-Rathdown」と、「Dun」の「u」のアキュート・アクセントを省略した。ダン・レアリー＝ラスダウン市議会（DLRCC）は改称を申請する権限を与えられたが、発動しなかった。1993年の綴り字が2001年の地方自治法と2014年の地方自治法によって維持されている。それにもかかわらず、DLRCCとアイルランドの地名データベースは英語でも「Dún Laoghaire–Rathdown」（アキュート・アクセント付き）の綴りを使用している。
英語では、「County Dublin（ダブリン県）」、「County Clare（クレア県）」など1898年以前に設立されたカウンティの名称の前に「County」という単語をつけるのが一般的だが、後に設立された行政区画はそうではなく「County Dún Laoghaire–Rathdown」とい呼ぶのは、稀である。また、日本語ではその際「県」ではなく、「市」を用いている。

## 地方政府と政治

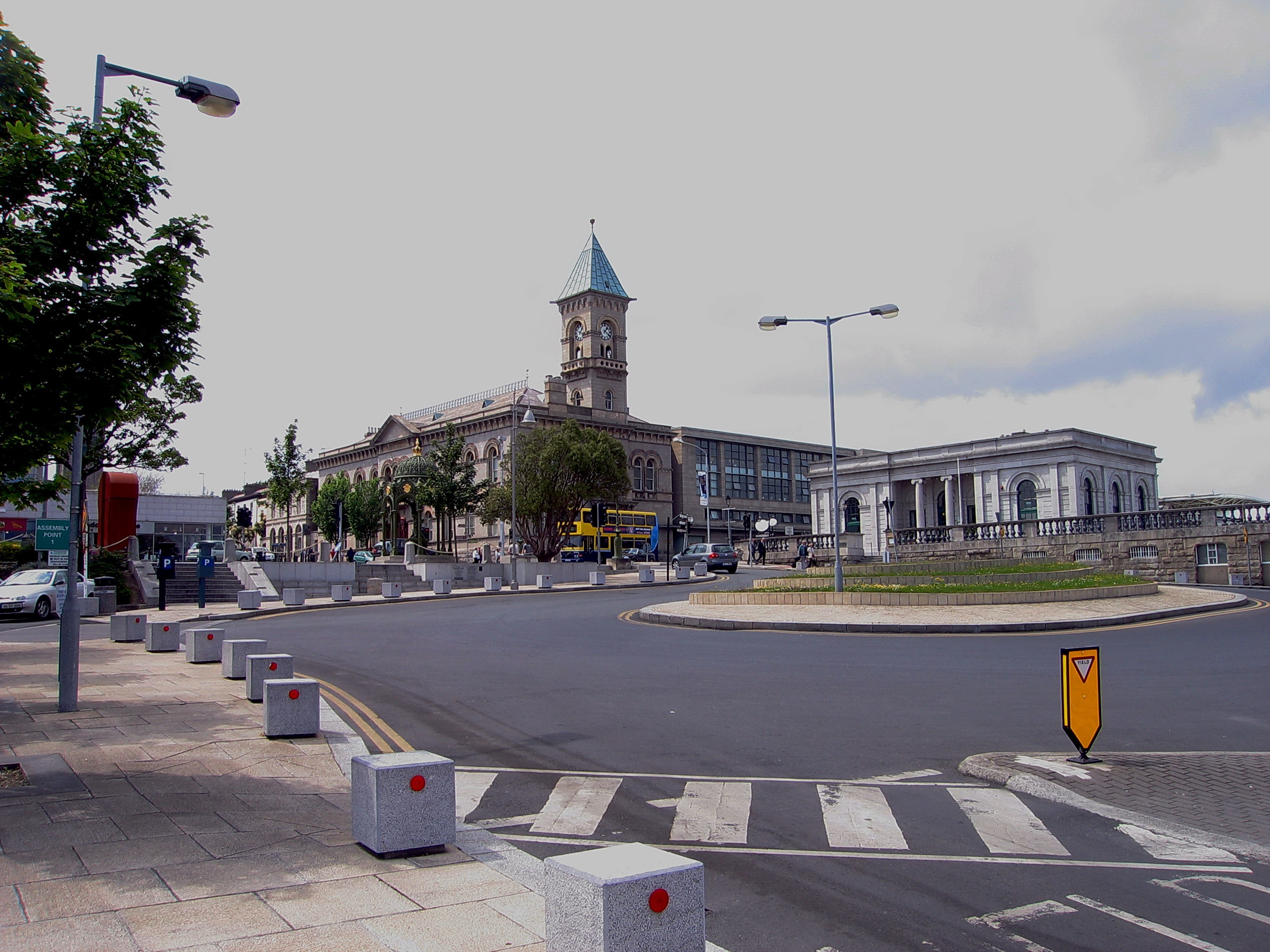
市庁舎（2007年4月 ダン・レアリー）

ダン・レアリー＝ラスダウン市議会が地方自治体である。6つの地方選挙区（LEA）がある。
- キルケニー＝シャンキル（6議席）
- ブラックロック（6議席）
- ダンドラム（7議席）
- ダン・レアリー（8議席）
- グレンカレン/サンディフォード（7議席）
- スティローガン（6議席）

1986年にダブリンの「行政区」は、ダン・レアリー＝ラスダウン、ダブリン＝フィンガル、およびダブリン＝ベルガードの3つの「選挙区」に分割された。1994年にダブリン県議会とダン・レアリー・コーポレーションが廃止され、3つの選挙区がそれぞれ「ダン・レアリー＝ラスダウン」、「フィンガル」、「南ダブリン」という「行政区」になった。2001年に、「行政区」は単に「市」として再指定された。ダブリン市とともに3つの市がダブリン地域を構成している。「ダブリン県」という名は、非公式に使用されており、住所でも引き続き使用されている（市は1548年以降、ダブリン県とは別に管理されている）。
ドイル・エアランへの選挙では、ダン・レアリー（4名の代表者）とダブリン・ラスダウン（3名の代表者）の選挙区に分かれており、一般的に国道N11号に沿って選挙区が設けられている。これらの選挙区には現在、4名の統一アイルランド党国会議員（TD）、1名の緑の党TD、1名の連帯-利益の前に人民党TD、1名の無所属TDが在席している。
ダブリン地域は、欧州議会議員選挙でダブリン選挙区を形成している。
紋章に示されている「Ó Chuan go Sliabh」はモットーであり、「港から山へ」を意味している。王冠は、伝説的な5世紀のアイルランド上王の「Dún Laoghaire」の代名詞であるロガー・マック・ニール（Lóegaire mac Néill）のものである。

## 人口統計
| 国籍           | 人口   |
| -------------- | ------ |
| イギリス       | 11,927 |
| ポーランド     | 3,120  |
| アメリカ合衆国 | 2,181  |
| インド         | 1,919  |
| フィリピン     | 1,325  |
| 中華人民共和国 | 1,223  |
| フランス       | 1,178  |
| スペイン       | 1,024  |
| ルーマニア     | 953    |
| ドイツ         | 926    |
| 日本           | 164    |

## 交通
アイルランド国鉄のダブリン高速輸送（DART）はダン・レアリー＝ラスダウン市の東海岸を走り、ダブリンの市内中心部から北に接続している。さらにインターシティとコミューターの路線の北と南に接続し、都市間列車を運行している。また、路面電車（ライトレール）のルアスのグリーンラインが走っている。
ダン・レアリーの町には中規模の港湾があり、かつてはイギリスの北ウェールズのホリーヘッドへフェリーが運航していたが、2014年9月に無期限に停止された。

## 姉妹都市・提携都市
ダン・レアリー＝ラスダウン市は、以下の都市との姉妹提携を結んでいる。

### 姉妹都市
- フランス：ブレスト
- ウェールズ：アングルシー島

### 連携都市
- 日本：出雲市[16]

### 了解覚書
- 中国：成都市